# Kurhaus Rudczanny
Das Kurhaus Rudczanny am Niedersee war ein Kurhaus in Masuren.

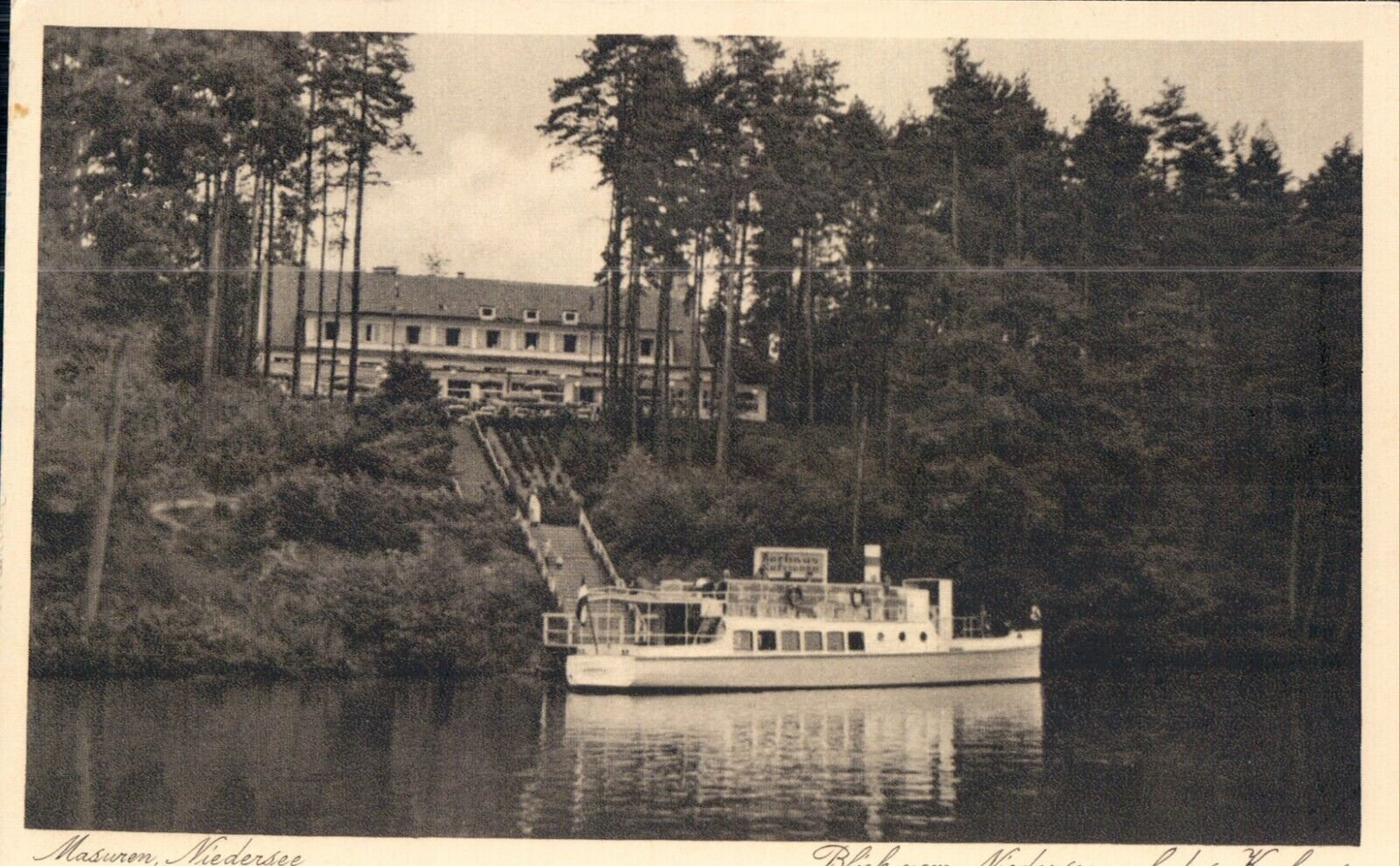
Das Kurhaus mit der Dampferanlegestelle am Niedersee

## Geschichte
In Rudczanny gab es seit dem 19. Jahrhundert das Kurhaus Siegmund, das nur einen beschränkten Umfang hatte. Inmitten der Johannisburger Heide, dem größten zusammenhängenden Holzgebiet des Deutschen Reiches, war man seither von der Holzgewinnung bzw. Holzverarbeitung abhängig. Rudczanny, eine Verwaltungsstadt, entwickelte sich als Station der ostpreußischen Grenzbahn (Insterburg – Lyck – Allenstein) und hatte damit für masurische Verhältnisse eine gute Anbindung. Gleichzeitig war der Ort durch den Niedersee an der Wasserstraße für die Holzverschiffung gelegen. Allein um den Ort lagen 5 der 14 Holzschneidewerke Masurens. 1920 wurde der Dampfer, der ursprünglich zum Holztransport gedacht war, auch für Feriengäste genutzt. Daher suchte man nach einer representiven Unterbringungsmöglichkeit für den Fremdenverkehr, da innerhalb Rudczanny es nur eine Bahnhofsbewirtschaftung gab. Die Landesregierung erließ ein Preisausschreiben für den Bau eines Kurhauses und mit weiterem öffentlichen Zuschuss konnte 1931 das Kurhaus erbaut werden. Der Inhaber hieß Max Horn. Die Architektur entsprach einer Mischung aus dem traditionellen Vorlaubenhaus mit Einschlägen des Bauhauses. Die Anlage des Kurhauses bestand aus einem Hauptgebäude mit einem großen Speisesaal. Charakteristisch war die große Terrasse mit Treppen zur Dampferanlegestelle. Außerdem gab es ein mehrgeschossiges, in einem leichten Bogen gebautes Gästehaus mit für die damalige Zeit sehr komfortablen Zimmern. Dort wurden vor allem internationale Gäste (z. B. aus Japan) untergebracht. Daneben gab es ein Holzhaus für den Andenkenverkauf, das sogenannte „Masurenhäuschen“. 1943 dienten das Gebäude und das Gelände für die Außenaufnahmen für den Film: Sommernächte von René Deltgen. Das Kurhaus war bis Ende 1944 in Betrieb. 1945 erreichte die Rote Armee von Johannisburg kommend den Niedersee in Richtung Peitschendorf. Bei diesem Vormarsch entlang der Straße waren massive Zerstörungen entstanden. Das Kurhaus selbst war aber intakt geblieben. In den 50er Jahren unter polnischer Verwaltung war dann das Hauptgebäude abgebrannt. Es wurde mit einem einfachen Flachdach wieder errichtet; das Erdgeschoss blieb noch weitgehend intakt. Es war dann lange Zeit in Polen als Ferienheim bzw. als Hotel betrieben, verfiel aber zusehends, da sich dort auch modernere Hotels ansiedelten. Die alten Kiefern, die den Charme ausmachten, wurden gefällt. Das Masurenhäuschen und das Gästehaus sind noch weitgehend erhalten, aber renovierungsbedürftig.

„Der schönste Platz auf dieser Erde, so dachte ich bisher, ist sicherlich jene Stelle am Ufer des Niedersees in Ostpreußen, an der ich, nur wenige hundert Meter von den Terrassen des Kurhauses entfernt, die mich an Sanssouci erinnerten, in meinen jungen Jahren im Schatten der Kieferbäume viele Stunden verbracht hatte, dabei Steine in den See warf, sie in Richtung auf die Königsinsel hüpfen ließ und den Wolken nachblickte, die am hohen blauen ostpreußischen Himmel stillzustehen schienen.“